# Jordan
För andra betydelser, se Jordan (olika betydelser).
Jordan (hebreiska: נהר הירדן, nehar hayarden; arabiska: نهر الأردن, nahr al-urdun) är en flod i Mellanöstern. Den utgör gränsen mellan Jordanien i öster och staten Israel och Västbanken i väster.

## Geografi
Jordan är cirka 350 kilometer lång och mynnar ut i Döda havet. Det är Mellanösterns tredje största permanenta flod.
Flodens fyra huvudsakliga tillflöden är:
1. Hasbani (hebreiska: שניר, senir; arabiska: الحاصباني, hasbani), som börjar i Libanon.
2. Banias (hebreiska: חרמון, hermon; arabiska: بانياس, bananias), som har sitt ursprung i källor i karstlandskapen vid berget Hermons fot.
3. Dan (hebreiska: ,דן dan; arabiska: اللدان, leddan) som också har sitt ursprung vid foten av Hermon.
4. Ayoun (hebreiska: עיון, ayoun; arabiska: ,عيون ayoun), som börjar i Libanon.

De fyra floderna går samman i norra Israel, nära kibbutzen Sede Nehemya. Floden rinner vidare genom Huladalen, strax under havsnivån, och fortsätter sedan söderut till Gennesaretsjön i Galileen (209 meter under havsytan). Efter Gennesaretsjön saktar floden ner och börjar meandra. Två floder kommer österifrån och ansluter till Jordan, nämligen Yarmuk och Jabbok. Efter att ha runnit genom Jordandalen når floden slutligen Döda havet, cirka 412 meter under havsnivån.

## Flodens betydelse för människa och miljö
Jordanfloden är regionens viktigaste sötvattenstag. Då de nedre delarna av floden är relativt salta har man byggt anläggningar för avsaltning. Större delarna av Jordans övre flöde avleds dock genom pumpning från Gennesaretsjön till Israels torrare delar i sydväst, via en kanal. Floden har en stor betydelse för energiförsörjning, bevattning och fiskodling samt industri och hushåll i Israel.

## Jordans religiösa betydelse

### Tanach
Torahn beskriver Jordan som källan till fruktsamhet för en stor slätt, Kikkar ha-Yarden, som på grund av sin frodighet ansågs vara Guds trädgård.

### Bibeln

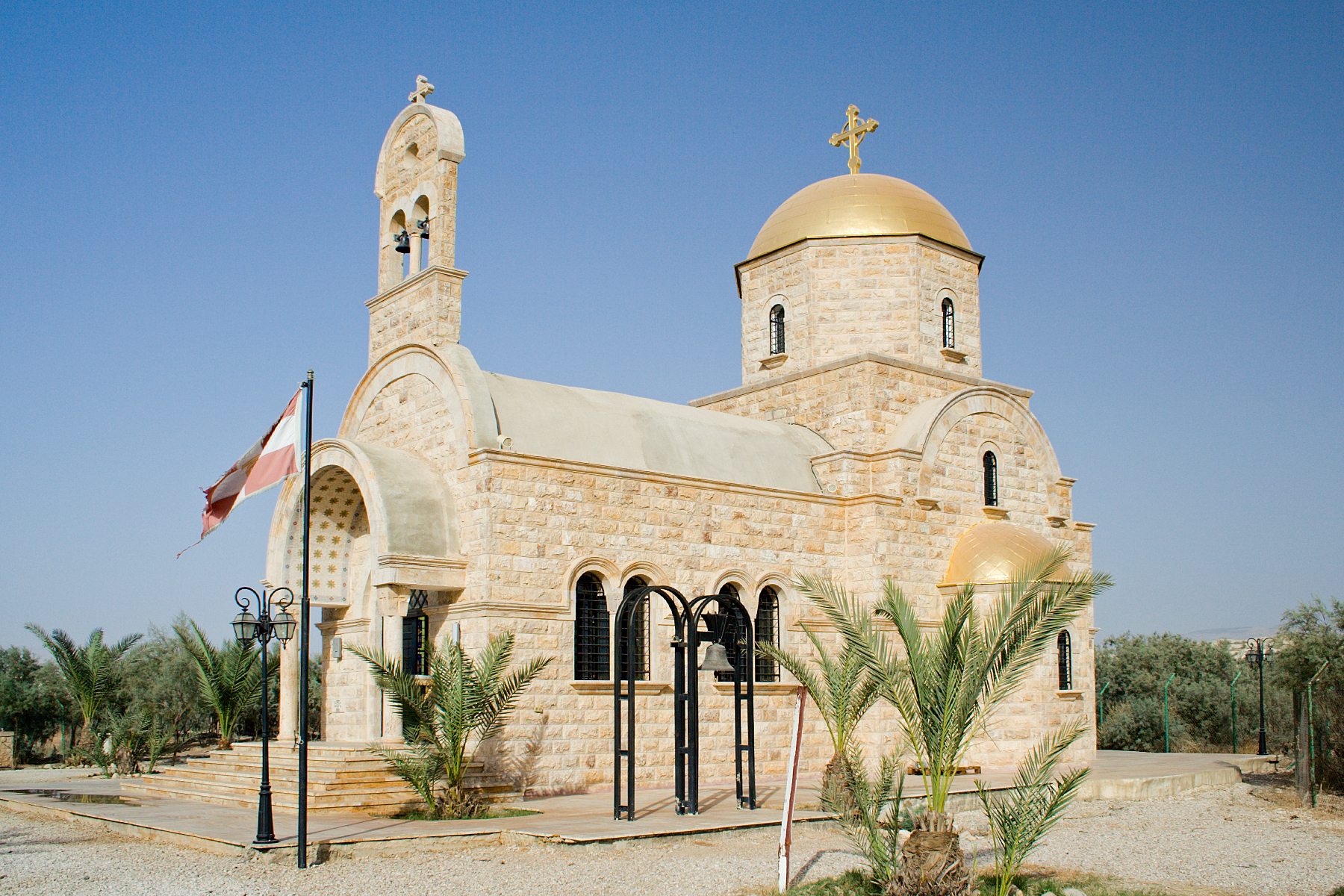
Johannes Döparens kyrka, alldeles intill Jordan.

Jakob korsade Jordan och Jabbok på vägen till Haran i Första Mosebok. Vattnet ansågs helande och Jesus döptes därför i floden av Johannes Döparen.